# آتیلا کرکش
آتیلا کرکش (مجاری: Attila Kerekes؛ زادهٔ ۴ آوریل ۱۹۵۴) بازیکن فوتبال اهل مجارستان بود.
از باشگاه‌هایی که در آن بازی کرده‌است می‌توان به باشگاه فوتبال بورسااسپور اشاره کرد.
وی همچنین در تیم ملی فوتبال مجارستان بازی کرده‌است.